# Craig Patrick
Pour les articles homonymes, voir Patrick.
Temple de la renommée : 2001
Temple de la renommée américain : 1996
Craig Patrick (né le 20 mai 1946 à Détroit dans le Michigan aux États-Unis) est un joueur américain professionnel de hockey sur glace. Il a également été entraîneur et directeur-général dans le monde du hockey nord-américain. Il est le fils de Lynn Patrick et le petit-fils de Lester Patrick, tous deux membres du Temple de la renommée du hockey. Son frère, Glenn, a également joué au hockey professionnellement et est devenu entraîneur.

## Carrière de joueur en club
À l'âge de 14 ans, il est envoyé à Québec par sa famille pour jouer au hockey dans la Ligue de hockey junior majeur du Québec avec les Maroons de Lachine puis avec l'équipe des Canadiens Juniors de Montréal de l'Association de hockey de l'Ontario.
Il intègre l'Université de Denver et l'équipe des Pioneers de Denver avec qui il gagne le championnat de la NCAA en 1968 et 1969 puis rejoint pour deux saisons l'équipe Américaine de hockey (1969-70 et 1970-71).
Il entre dans la Ligue nationale de hockey en passant par la Ligue américaine de hockey (LAH) et l'équipe des Clippers de Baltimore. Il joue sa première saison en LNH en 1971-1972 et partage son temps de jeu entre l'équipe de Baltimore et les Golden Seals de la Californie.
Il joue jusqu'à la fin de la saison 1978-1979 dans diverses franchises de la LNH, de la LAH mais aussi de l'Association mondiale de hockey.
Au cours des huit saisons, il marque en tant que centre 72 buts et 91 passes décisives en 401 matchs.

## Statistiques
| Saison     | Équipe                        | Ligue      |     | Saison régulière | Saison régulière | Saison régulière | Saison régulière | Saison régulière |   | Séries éliminatoires | Séries éliminatoires | Séries éliminatoires | Séries éliminatoires | Séries éliminatoires |
| Saison     | Équipe                        | Ligue      | PJ  | B                | A                | Pts              | Pun              | PJ               | B | A                    | Pts                  | Pun                  |                      |                      |
| 1964-1965  | Canadiens Juniors de Montréal | OHA        | 56  | 13               | 18               | 31               | 0                |                  |   |                      |                      |                      |                      |                      |
| 1969-1970  | Équipe US                     | Intl       | 13  | 8                | 8                | 16               | 2                |                  |   |                      |                      |                      |                      |                      |
| 1970-1971  | Voyageurs de Montréal         | LAH        | 3   | 0                | 1                | 1                | 0                |                  |   |                      |                      |                      |                      |                      |
| 1970-1971  | Équipe US                     | Intl       | 46  | 28               | 37               | 65               | 14               |                  |   |                      |                      |                      |                      |                      |
| 1971-1972  | Clippers de Baltimore         | LAH        | 12  | 3                | 0                | 3                | 0                |                  |   |                      |                      |                      |                      |                      |
| 1971-1972  | Golden Seals de la Californie | LNH        | 59  | 8                | 3                | 11               | 12               |                  |   |                      |                      |                      |                      |                      |
| 1972-1973  | Golden Seals de la Californie | LNH        | 71  | 20               | 22               | 42               | 6                |                  |   |                      |                      |                      |                      |                      |
| 1973-1974  | Golden Seals de la Californie | LNH        | 59  | 10               | 20               | 30               | 17               |                  |   |                      |                      |                      |                      |                      |
| 1974-1975  | Seals de la Californie        | LNH        | 14  | 2                | 1                | 3                | 0                |                  |   |                      |                      |                      |                      |                      |
| 1974-1975  | Blues de Saint-Louis          | LNH        | 43  | 6                | 9                | 15               | 6                | 2                | 0 | 1                    | 1                    | 0                    |                      |                      |
| 1975-1976  | Scouts de Kansas City         | LNH        | 80  | 17               | 18               | 35               | 14               |                  |   |                      |                      |                      |                      |                      |
| 1976-1977  | Fighting Saints du Minnesota  | AMH        | 30  | 6                | 11               | 17               | 6                |                  |   |                      |                      |                      |                      |                      |
| 1976-1977  | Capitals de Washington        | LNH        | 28  | 7                | 10               | 17               | 2                |                  |   |                      |                      |                      |                      |                      |
| 1977-1978  | Bears de Hershey              | LAH        | 27  | 5                | 4                | 9                | 4                |                  |   |                      |                      |                      |                      |                      |
| 1977-1978  | Capitals de Washington        | LNH        | 44  | 1                | 7                | 8                | 4                |                  |   |                      |                      |                      |                      |                      |
| 1978-1979  | Blades de Los Angeles         | PHL        | 7   | 0                | 1                | 1                | 11               |                  |   |                      |                      |                      |                      |                      |
| 1978-1979  | Oilers de Tulsa               | LCH        | 69  | 22               | 23               | 45               | 12               |                  |   |                      |                      |                      |                      |                      |
| 1978-1979  | Capitals de Washington        | LNH        | 3   | 1                | 1                | 2                | 0                |                  |   |                      |                      |                      |                      |                      |
| Totaux LNH | Totaux LNH                    | Totaux LNH | 401 | 72               | 91               | 163              | 61               | 2                | 0 | 1                    | 1                    | 0                    |                      |                      |

## Après carrière: entraîneur et directeur général
Après sa carrière de joueur, Craig Patrick devient l'entraîneur adjoint de Herb Brooks et fait partie de l'aventure du Miracle sur glace avec l'équipe des États-Unis de hockey sur glace qui en 1980 lors du tournoi des Jeux olympiques gagne la médaille d'or.
La même année, il devient entraîneur pour les Rangers de New York et deviendra directeur général de la francise l'année d'après (plus jeune DG de l'histoire des Rangers).
Le 5 décembre 1989, il est nommé directeur général des Penguins de Pittsburgh après avoir entraîné par intermittence les Rangers au cours de la saison 1984-1985 de la LNH. Pour la saison 1989-1990 de la LNH, il est l'entraîneur des Penguins puis engagera Bob Johnson pour le remplacer l'année d'après. Au cours des deux saisons qui suivent (1990-1991 et 1991-1992), les Penguins gagnent la Coupe Stanley.

Au cours de la saison 1996-1997 de la LNH, il occupera pendant un temps le poste d'entraîneur des Penguins.
En 2000, après son père en 1989, il reçoit le trophée Lester-Patrick (nommé en honneur de son grand-père) pour le récompenser de son implication forte dans le monde du hockey aux États-Unis.
L'année d'après, il est admis au Temple de la renommée du hockey comme ses père et grand-père avant lui.
En 2002, pour les Jeux olympiques d'hiver il est l'entraîneur en chef de l'équipe Américaine qui gagne la médaille d'argent (première médaille américaine depuis les jeux de 1980).
Le 20 avril 2006, son engagement avec les Penguins arrive à terme et le président des Penguins, Kevin Sawyer, ne le renouvelle pas. Il est remplacé dans ses fonctions par Ray Shero.

## Divers
Patrick a été interprété par l'acteur Noah Emmerich dans le film sorti en 2004 Miracle relatif au match surnommé Miracle sur glace.